# Ulla Johansen
Ulla C. Johansen (* 17. Juni 1927 in Tallinn/Estland; † 14. Februar 2021 in Köln) war eine deutschsprachige Ethnologin. Sie war von 1973 bis 1990 Professorin und Direktorin des Instituts für Völkerkunde der Universität zu Köln.

## Leben
Ulla Johansen Mutter war deutsch-estnischer und der Vater, der Historiker Paul Johansen, dänischer Abstammung. Aufgrund der sowjetischen Besetzung des Baltikums infolge des Hitler-Stalin-Paktes musste die Familie 1939 Estland verlassen und wurde ins Deutsche Reich umgesiedelt. 
Nach dem Zweiten Weltkrieg nahm Ulla Johansen im Jahr 1947 ein Studium der Geschichte an der Universität Hamburg auf. Ihr Vater fand in Hamburg eine Stelle als Professor und empfahl ihr, als Nebenfach Völkerkunde zu studieren; später wählte sie Völkerkunde als Hauptfach. Als zweites Nebenfach belegte sie zunächst Volkskunde. Johansen studierte bei Walter Hävernick Volkskunde, bei Hermann Aubin Geschichte und bei Franz Termer Völkerkunde sowie bei Annemarie von Gabain Turkologie. Johansen promovierte 1953 nach einer Empfehlung von Kunz Dittmer, dem Leiter der Afrika-Abteilung des Museums für Völkerkunde Hamburg, zum Thema „Ornamentik der Jakuten“.
Nach der Promotion arbeitete Johansen zunächst als Übersetzerin für das Deutsche Rote Kreuz, bis sie 1954 bis 1955 eine Stelle als „wissenschaftliche Hilfsarbeiterin“ im Hamburgischen Museum für Völkerkunde annahm. Dort hatte sie die Möglichkeit, durch die Bearbeitung der Sojoten-Sammlung erste Vorbereitungen für ihre einjährige Feldforschung in der Türkei 1956 zu treffen, bei der sie mit einer Nomaden-Familie zusammenlebte. Weitere Forschungsaufenthalte in der Türkei folgten 1964, 1983 und 1989, sowie eine Gastprofessur 1970 in Istanbul.
Als Stipendiatin der Deutschen Forschungsgemeinschaft (DFG) war sie ab 1958 zunächst am Hamburger Museum, dann an skandinavischen Museen und 1960/61 am Institut für Ethnographie der Sowjetischen Akademie der Wissenschaften. In den Jahren 1962 bis 1965 leitete sie die Abteilung Süd- und Ostasien im Hamburgischen Museum für Völkerkunde. Eine Assistentenstelle von 1966 bis 1968 bei Karl Jettmar am Südasien-Institut in Heidelberg ermöglichte es ihr, ihre Habilitationsschrift „Die Schamanentracht bei den Tuvanern. Vorschläge zu Methodik der Schamanismusforschung“ zu beenden und 1968 an der Philosophischen Fakultät der Universität Heidelberg zu habilitieren. Anschließend lehrte sie als Dozentin bis 1972 weiter am Südasien-Institut in Heidelberg.
1973 wurde Johansen als ordentlich Professorin für Völkerkunde an die Universität zu Köln berufen, wo sie die Nachfolge Helmut Petris antrat und bis 1990 Direktorin des Instituts für Völkerkunde war. Johansen war die erste Frau auf einem Lehrstuhl für Völkerkunde in der Bundesrepublik Deutschland. Unter ihrer Leitung öffnete sich die Kölner Ethnologie auch naturwissenschaftlichen Methoden und schaffte als erstes ethnologisches Institut Computer zur Auswertung quantitativer Daten an. Zwischen 1976 und 1980 war Johansen Vorsitzende des Fachausschusses Völkerkunde der DFG und von 1980 bis 1995 Projektleiterin Ethnologie im DFG-Sonderforschungsbereich „Tübinger Atlas des Vorderen Orients“. Zudem war sie zwischen 1981 und 2001 Kommissionsmitglied des Auswahlausschusses der Alexander-von-Humboldt-Stiftung sowie von 1985 bis 1989 Vorsitzende der Deutschen Gesellschaft für Völkerkunde. Von 1987 bis 1997 war sie Herausgeberin der Zeitschrift für Ethnologie (ZfE).
Nach der Emeritierung 1990 arbeitete sie u. a. als Gastprofessorin an den Universitäten Leipzig und Tartu (Estland) sowie am Humanistischen Institut in Tallinn und führte Feldforschungen mit Studierenden in Estland durch. 1998 bis 2007 war sie Präsidentin der Societas Uralo-Altaica.
Johansen erhielt verschiedene Auszeichnungen, z. B. die Werner-Heisenberg-Medaille für „besondere Verdienste in der Förderung der internationalen wissenschaftlichen Zusammenarbeit“ (1990), die Medaille der „International Society for Shamanistic Research“ für Arbeiten zum Schamanismus (2001) und die Medaille und Ehrenurkunde des Parlaments der Republik Sacha (Jakutien) für „Beitrag zur sozialen Entwicklung der Republik“ (Geschichte) (2008). Im April 2018 wurde Johansen vom russischen Präsidenten Wladimir Putin die goldene Medaille der russischen Geographischen Gesellschaft überreicht.

## Wissenschaftliche Schwerpunkte
Ihre thematischen Interessen lagen vorwiegend in der Ethnohistorie, der materiellen Kultur, der Sozialorganisationen, kognitiven Strukturen und Religion (insbes. dem Schamanismus). Ihre regionalen Schwerpunkte lagen im Vorderen Orient und Mittelasien sowie Sibirien und Nordost-Europa. Während ihrer Laufbahn im Museum wirkte sie in mehreren Ausstellungen mit oder veranstaltete eigene Ausstellungen im Hamburgischen Museum für Völkerkunde (z. B. „Im Zeltlager eines kleinasiatischen Hirtenstammes“ oder über die „Textilkunst der Maya-Indianer in Guatemala“).

## Werke
- mit D. R. White: Network Analysis and Ethnographic Problems. Process Models of a Turkish Nomad Clan. 2. Auflage. Lexington Books, Lanham / Boulder / New York / Toronto / Oxford 2004/2006, XXXVII
- Türkiye’de yörüklerin yayla hayatı – elli yil önce (Das Leben der Nomaden auf Sommerweiden der Türkei – vor fünfzig Jahren). Kültür ve Turizm Bakanlığı Yayınları, Ankara 2005
- mit S. Knödel: Tibetische Religionen und der Schamanismus. Symbolik der Religionen, Bd. 23, Stuttgart 2000
- Der eurasiatische Schamanismus. Neanderthal-Museum: Zur Entwicklungsgeschichte der Menschheit. Mettmann 2000
- Mit T. Franke und C. Sabel: Beruf und Ethik. Kriterien sozialer Schichtung bei Kleinstädtern in Estland. Kölner Ethnologische Arbeitspapiere, Bd. 7, Bonn 1994
- Uued teooriad ja meetodid etnoloogias (Neue Theorien und Methoden in der Ethnologie). Loengukonspekt. Eesti ajaloo kateeder. Tartu 1991 Lehrbuch für den Gebrauch der Studenten.
- Die Ornamentik der Jakuten, Hamburg 1954, OCLC 720338943, DNB 480494983 (Dissertation Universität Hamburg, Philosophische Fakultät, 28. Mai 1954, 183 Seiten).

## Einzelbelege
1. ↑  Universität zu Köln Philosophische Fakultät: Nachruf auf Frau Prof. Dr. Ulla Johansen, abgerufen am 5. März 2021

| Personendaten    | Personendaten                |
| ---------------- | ---------------------------- |
| NAME             | Johansen, Ulla               |
| ALTERNATIVNAMEN  | Johansen, Ulla C.            |
| KURZBESCHREIBUNG | deutsch-estnische Ethnologin |
| GEBURTSDATUM     | 17. Juni 1927                |
| GEBURTSORT       | Tallinn, Estland             |
| STERBEDATUM      | 14. Februar 2021             |
| STERBEORT        | Köln                         |